# Чабини
Чабини (слч. Čabiny) насељено је мјесто са административним статусом сеоске општине (слч. obec) у округу Медзилаборце, у Прешовском крају, Словачка Република.

## Становништво
| Година:    | 1994. | 2004.   | 2014.   | 2024.    |
| ---------- | ----- | ------- | ------- | -------- |
| Број људи: | 393   | 409     | 374     | 280      |
| Разлика:   |       | +4,07 % | -8,55 % | -25,13 % |

| Година:    | 2023. | 2024.   |
| ---------- | ----- | ------- |
| Број људи: | 292   | 280     |
| Разлика:   |       | -4,10 % |

Према подацима о броју становника из 2024. године насеље је имало 280 становника.